# اوراکران
اوراکران (به ترکی آذربایجانی: Urakəran) یک منطقهٔ مسکونی در جمهوری آذربایجان است که در شهرستان یاردیملی واقع شده‌است. اوراکران ۹۶۲ نفر جمعیت دارد.

## ریشه واژه
اورا در زبان فارسی به‌معنی قلعه و کران در زبان تالشی به‌معنی آبادی و روستا است و معنای کلی آن به‌صورت روستای قلعه است.